# لورد جورج غراهام
لورد جورج غراهام (بالإنجليزية: Lord George Graham)‏ هو سياسي بريطاني، ولد في 26 سبتمبر 1715، وتوفي في 2 يناير 1747 في باث في المملكة المتحدة. انتخب عضو مجلس الشعب في برلمان بريطانيا العظمى.